# Championnat de France masculin de handball de deuxième division 2008-2009
Navigation
Division 2 2007-2008 Division 2 2009-2010
Le championnat de France de handball masculin de deuxième division 2008-2009 est la cinquante-septième édition de cette compétition et la vingt-quatrième édition depuis que la dénomination de Division 2 a été posée. Cependant, c'est la première édition à quatorze clubs, effectivement la saison précédente, cette division comportait seize équipes.
Le championnat de Division 2 de handball est le deuxième plus haut niveau du championnat de France de ce sport. À la fin de la saison, les deux premiers sont promus en Division 1.
Les équipes classées 12e, 13e et 14e à l'issue de la saison, descendent en Nationale 1. Elles seront remplacées par les deux meilleurs clubs de cette même division.
Il est important de savoir que le HBC Villefranche-en-Beaujolais qui a été relégué de Division 1 la saison passée, a du déposer le bilan et n'est donc pas au départ de cette nouvelle saison de Division 2.
À l'issue de la saison, l'Olympique Club de Cesson, champion, et le Dijon Bourgogne Handball sont promus en Division 1 tandis que le Belfort Aire Urbaine Handball, l’Entente Sportive Besançon Masculine et le Saint-Marcel Vernon sont relégués en Nationale 1.
| \| Aix-en-Provence Belfort Besançon Billère Cesson-Sévigné Dijon Gonfreville-l'Orcher Mulhouse Nancy Pontault-C. St-Cyr/Loire Saintes Vernon Villeurbanne \| Localisation des clubs engagés dans le championnat. |
| Aix-en-Provence Belfort Besançon Billère Cesson-Sévigné Dijon Gonfreville-l'Orcher Mulhouse Nancy Pontault-C. St-Cyr/Loire Saintes Vernon Villeurbanne                                                           |

## La saison

### Classement final
Le classement final est
|    | Équipe                              | Pts | J  | G  | N | P  | Bp  | Bc  | Diff |
| -- | ----------------------------------- | --- | -- | -- | - | -- | --- | --- | ---- |
| 1  | OC Cesson                           | 66  | 26 | 18 | 4 | 4  | 669 | 595 | 74   |
| 2  | Dijon Bourgogne Handball            | 63  | 26 | 16 | 5 | 5  | 707 | 643 | 64   |
| 3  | RS Saint-Cyr Touraine HB            | 61  | 26 | 17 | 1 | 8  | 745 | 690 | 55   |
| 4  | ASPTT Nancy                         | 59  | 26 | 14 | 5 | 7  | 699 | 659 | 40   |
| 5  | Pays d'Aix Université Club handball | 56  | 26 | 14 | 2 | 10 | 653 | 613 | 40   |
| 6  | Villeurbanne handball association   | 53  | 26 | 11 | 5 | 10 | 695 | 678 | 17   |
| 7  | UMS Pontault-Combault (R)           | 51  | 26 | 12 | 1 | 13 | 682 | 685 | -3   |
| 8  | US Saintes                          | 50  | 26 | 10 | 4 | 12 | 761 | 739 | 22   |
| 9  | Billère Handball                    | 50  | 26 | 10 | 4 | 12 | 623 | 643 | -20  |
| 10 | Mulhouse Handball Sud Alsace        | 48  | 26 | 10 | 2 | 14 | 672 | 691 | -19  |
| 11 | ESM Gonfreville l'Orcher HB (P)     | 46  | 26 | 8  | 4 | 14 | 661 | 745 | -84  |
| 12 | Belfort AUHB (P)                    | 44  | 26 | 7  | 4 | 15 | 665 | 702 | -37  |
| 13 | ES Besançon                         | 43  | 26 | 6  | 5 | 15 | 622 | 677 | -55  |
| 14 | Saint-Marcel Vernon                 | 38  | 26 | 6  | 0 | 20 | 620 | 714 | -94  |

Légende
- Promu en Division 1
- Relégué en Nationale 1

| (R) | Relégué de Division 1 en début de saison |
| (P) | Promu de Nationale 1 en début de saison  |

### Résultats
| Résultats (dom.\ext.)                                      | AIX   | BEL   | BES   | BIL   | CES   | DIJ   | GON   | MUL   | NAN   | PON   | STC   | STE   | VER   | VIL   |
| Pays d'Aix UCH                                             |       | 27-26 | 33-26 | 18-18 | 23-19 | 26-27 | 31-20 | 27-19 | 24-23 | 26-16 | 27-26 | 26-30 | 32-21 | 28-23 |
| Belfort AUHB                                               | 25-23 |       | 24-19 | 21-21 | 20-30 | 21-31 | 28-23 | 28-21 | 26-26 | 25-26 | 27-28 | 25-31 | 33-26 | 35-28 |
| ES Besançon                                                | 14-17 | 22-19 |       | 24-21 | 26-27 | 27-27 | 28-28 | 24-18 | 24-26 | 27-26 | 23-36 | 32-32 | 28-18 | 26-26 |
| Billère Handball                                           | 24-21 | 30-20 | 24-23 |       | 24-30 | 25-23 | 32-25 | 24-24 | 23-24 | 26-29 | 25-28 | 28-25 | 23-22 | 24-25 |
| OC Cesson                                                  | 20-19 | 30-23 | 29-24 | 25-13 |       | 28-24 | 28-20 | 24-17 | 24-23 | 29-20 | 22-22 | 28-30 | 23-22 | 23-21 |
| Dijon BHB                                                  | 16-23 | 33-25 | 24-19 | 29-22 | 21-21 |       | 36-25 | 32-27 | 22-16 | 27-24 | 29-27 | 30-30 | 30-28 | 30-30 |
| ESM Gonfreville                                            | 23-30 | 30-30 | 29-26 | 23-23 | 24-24 | 15-27 |       | 21-23 | 23-32 | 28-27 | 36-30 | 30-25 | 26-21 | 27-26 |
| Mulhouse HSA                                               | 30-30 | 28-26 | 29-19 | 23-31 | 21-23 | 32-27 | 30-21 |       | 33-32 | 25-24 | 27-29 | 32-26 | 34-27 | 25-26 |
| ASPTT Nancy                                                | 29-22 | 28-25 | 25-25 | 27-22 | 20-19 | 26-26 | 32-30 | 26-23 |       | 27-27 | 31-27 | 30-28 | 25-16 | 32-32 |
| UMS Pontault-Combault                                      | 26-27 | 26-35 | 29-26 | 26-27 | 32-26 | 19-26 | 22-25 | 26-25 | 29-25 |       | 28-18 | 30-29 | 29-23 | 28-25 |
| RS Saint-Cyr Touraine HB                                   | 25-24 | 33-26 | 22-25 | 22-19 | 30-32 | 27-29 | 36-22 | 30-23 | 33-30 | 28-27 |       | 33-28 | 32-23 | 28-27 |
| US Saintes                                                 | 34-25 | 28-28 | 35-19 | 31-25 | 28-31 | 26-27 | 42-35 | 28-29 | 24-29 | 31-27 | 29-32 |       | 26-28 | 32-29 |
| Saint-Marcel Vernon                                        | 26-19 | 25-22 | 28-27 | 24-25 | 23-29 | 26-29 | 26-27 | 28-25 | 25-31 | 28-30 | 21-30 | 25-27 |       | 24-23 |
| Villeurbanne HA                                            | 27-25 | 25-20 | 25-19 | 31-24 | 25-25 | 26-21 | 30-25 | 32-29 | 27-24 | 21-29 | 30-33 | 26-26 | 30-16 |       |
| - Victoire à domicile - Match nul - Victoire à l'extérieur |       |       |       |       |       |       |       |       |       |       |       |       |       |       |

### Meilleurs joueurs de la saison
En partenariat avec le site web Handzone et le magazine Hand Action, les entraîneurs ont établi une liste de 5 joueurs par poste puis les joueurs ont ensuite été sollicités pour élire les Oscars de la D2 :
- Meilleur joueur : Mathieu Lanfranchi (Dijon Bourgogne Handball)
- Meilleur entraîneur : Denis Lathoud (Dijon Bourgogne Handball)
- Meilleur gardien : Francis Franck (Mulhouse Handball Sud Alsace)
- Meilleur ailier gauche : Clément Bonin (Dijon Bourgogne Handball)
- Meilleur arrière gauche : José Hernandez Pola (RS Saint-Cyr Touraine HB)
- Meilleur demi-centre : Mohamed Kiour (Dijon Bourgogne Handball)
- Meilleur pivot : Mathieu Lanfranchi (Dijon Bourgogne Handball)
- Meilleur arrière droit : Guirrec Cherrier (Pays d'Aix Université Club handball)
- Meilleur ailier droit : Simon Parent (Dijon Bourgogne Handball)
- Meilleur défenseur : Gérard Beliandjou (RS Saint-Cyr Touraine HB)
- Meilleur jeune : Romain Ternel (OC Cesson)